# Drellingore
Drellingore – wieś w Anglii, w hrabstwie Kent, w dystrykcie Dover. Leży 19 km na południowy wschód od miasta Canterbury i 102 km na południowy wschód od centrum Londynu.